# Елтухово (Череповецкий район)
Елтухово — деревня в Череповецком районе Вологодской области.
Входит в состав Абакановского сельского поселения, с точки зрения административно-территориального деления — в Дмитриевский сельсовет.
Расстояние до районного центра Череповца по автодороге — 58 км, до центра муниципального образования Абаканово по прямой — 19 км. Ближайшие населённые пункты — Погорелка, Дора, Макутино.
По переписи 2002 года население — 8 человек.